# Saint-Saulge
 Saint-Saulge  es una población y comuna francesa, situada en la región de Borgoña, departamento de Nièvre, en el distrito de Nevers y cantón de Saint-Saulge.

## Demografía
| 1176 | 1157 | 985 | 919 | 849 | 865 |
| Para los censos de 1962 a 1999 la población legal corresponde a la población sin duplicidades (Fuente: INSEE [Consultar]) |      |     |     |     |     |